# Nati il 22 novembre

## XIV secolo(1)
- 1329 - Elisabetta di Meißen, nobile tedesca († 1375)

## XV secolo(2)
- 1428 - Richard Neville, XVI conte di Warwick, nobile e condottiero inglese († 1471)
- 1472 - Pietro Torrigiano, scultore e medaglista italiano († 1528)

## XVI secolo(7)
- 1515 - Maria di Guisa, nobildonna francese († 1560)
- 1519 - Giovanni Crato von Krafftheim, medico e umanista tedesco († 1585)
- 1532 - Anna di Danimarca, principessa danese († 1585)
- 1533 - Alfonso II d'Este, nobile († 1597)
- 1536 - Giovanni VI di Nassau-Dillenburg, conte olandese († 1606)
- 1560 - Carlo d'Austria, nobile e militare austriaco († 1618)
- 1579 - Johannes Stalpaert van der Wiele, presbitero e poeta olandese († 1630)

## XVII secolo(14)
- 1602 - Elisabetta di Borbone-Francia, regina († 1644)
- 1605 - Stefano da Cesena, religioso e teologo italiano († 1682)
- 1610 - Maria Elisabetta di Sassonia, principessa tedesca († 1684)
- 1634 - Christoph Keller, filologo tedesco († 1707)
- 1640 - Samuel Stryk, giurista tedesco († 1710)
- 1643 - René Robert Cavelier de La Salle, esploratore francese († 1687)
- 1655 - Andrea Santacroce, cardinale e arcivescovo cattolico italiano († 1712)
- 1660 - Francesco Carlo di Auersperg, nobile e militare austriaco († 1713)
- 1661 - Benoît Audran detto il Vecchio, incisore francese († 1721)
- 1690 - François Colin de Blamont, compositore francese († 1760)
- 1690 - José Alfonso Meléndez, arcivescovo cattolico spagnolo († 1753)
- 1693 - Zheng Xie, pittore cinese († 1765)
- 1693 - Luisa Elisabetta di Borbone-Condé, nobile († 1775)
- 1698 - Pierre de Rigaud de Vaudreuil-Cavagnal, funzionario e militare francese († 1778)

## XVIII secolo(39)
- 1706 - Charles Spencer, III duca di Marlborough, nobile, politico e militare britannico († 1758)
- 1709 - František Benda, violinista e compositore ceco († 1786)
- 1710 - Wilhelm Friedemann Bach, compositore e organista tedesco († 1784)
- 1711 - Maurizio Roffredi, biologo e abate italiano († 1805)
- 1721 - Marcantonio Marcolini, cardinale e arcivescovo cattolico italiano († 1782)
- 1722 - Antoine-René de Voyer de Paulmy d'Argenson, politico e nobile francese († 1787)
- 1722 - Hryhorij Savyč Skovoroda, poeta e filosofo ucraino († 1794)
- 1723 - Pierre Michel d'Ixnard, architetto francese († 1795)
- 1725 - Ignaz Günther, scultore tedesco († 1775)
- 1726 - Antonino Barcellona, presbitero e teologo italiano († 1805)
- 1728 - Carlo Federico di Baden, sovrano tedesco († 1811)
- 1740 - Thomas Knowlton, patriota statunitense († 1776)
- 1744 - Abigail Adams, first lady statunitense († 1818)
- 1747 - François-Robert Ingouf, incisore francese († 1812)
- 1753 - François Levaillant, esploratore e ornitologo francese († 1824)
- 1753 - Dugald Stewart, filosofo britannico († 1828)
- 1762 - Costantino di Salm-Salm, nobile († 1828)
- 1764 - Barbara von Krüdener, mistica e scrittrice tedesca († 1824)
- 1766 - Camilo Torres Tenorio, politico colombiano († 1816)
- 1767 - Andreas Hofer, condottiero e guerrigliero austriaco († 1810)
- 1767 - Jean Thomas Guillaume Lorge, generale francese († 1826)
- 1768 - Viktor Pavlovič Kočubej, diplomatico russo († 1834)
- 1770 - Carolina di Borbone-Parma, principessa italiana († 1804)
- 1771 - Pasquale Andreoli, pioniere dell'aviazione italiano († 1837)
- 1771 - Heinrich Christian Funck, botanico tedesco († 1839)
- 1772 - Francesco Lomonaco, patriota, scrittore e filosofo italiano († 1810)
- 1777 - Charles Marsham, II conte di Romney, nobile e politico inglese († 1845)
- 1779 - Toussaint von Charpentier, geologo e entomologo tedesco († 1847)
- 1780 - Conradin Kreutzer, compositore, musicista e direttore d'orchestra tedesco († 1849)
- 1782 - Sof'ja Petrovna Sojmonova, nobildonna russa († 1857)
- 1786 - Estanislao López, militare e politico argentino († 1838)
- 1787 - Rasmus Christian Rask, linguista e glottologo danese († 1832)
- 1789 - Jacopo Pirona, abate, scrittore e linguista italiano († 1870)
- 1790 - Francesco Pozzi, scultore italiano († 1844)
- 1791 - Antonio Louaraz d'Arville, politico e avvocato francese († 1861)
- 1792 - Mathurin-Joseph Brisset, scrittore, poeta e drammaturgo francese († 1856)
- 1792 - Ferdinando di Danimarca, principe danese († 1863)
- 1798 - Angelica Palli, scrittrice e patriota italiana († 1875)
- 1800 - Luigi Damiano, generale italiano († 1880)

## XIX secolo(154)
- 1801 - Jasper von Oertzen, politico tedesco († 1874)
- 1803 - Giusto Bellavitis, matematico italiano († 1880)
- 1807 - Elena di Hohenlohe-Langenburg, nobile tedesca († 1880)
- 1808 - Thomas Cook, pastore protestante e imprenditore britannico († 1892)
- 1808 - Lionel de Rothschild, banchiere, politico e filantropo britannico († 1879)
- 1810 - François Carquet, avvocato e politico francese († 1891)
- 1812 - Johanne Luise Heiberg, attrice teatrale e drammaturga danese († 1890)
- 1814 - Gian Maria Pisano Marras, giurista e politico italiano
- 1817 - François Bonvin, pittore francese († 1887)
- 1817 - Luigi Galassi, medico italiano († 1895)
- 1818 - Giovanni Luscia, ingegnere e politico italiano († 1893)
- 1818 - Giuseppe Marzorati, vescovo cattolico italiano († 1865)
- 1819 - George Eliot, scrittrice britannica († 1880)
- 1820 - Angelo Panzini, compositore e flautista italiano († 1886)
- 1820 - Katherine Plunket, nobildonna, illustratrice e supercentenaria irlandese († 1932)
- 1822 - Agostino Schoeffler, presbitero e missionario francese († 1851)
- 1826 - Enrico Guastalla, patriota italiano († 1903)
- 1830 - Karl Christian Bruhns, astronomo tedesco († 1881)
- 1831 - Léopold Flameng, incisore e pittore belga († 1911)
- 1834 - Arthur-Léon Imbert de Saint-Amand, scrittore, storico e diplomatico francese († 1900)
- 1835 - Antonino Fiocca, magistrato e politico italiano († 1914)
- 1836 - Francesco Pandolfini, baritono italiano († 1916)
- 1838 - Franz Hartmann, teosofo e astrologo tedesco († 1912)
- 1840 - Émile Lemoine, matematico francese († 1912)
- 1842 - Vittorio Dabormida, generale italiano († 1896)
- 1842 - José-Maria de Hérédia, poeta francese († 1905)
- 1843 - Giovanni Battista Egisto Sivelli, militare italiano († 1934)
- 1844 - Pavel Gerdt, ballerino russo († 1917)
- 1847 - Salvador Vinyals i Sabaté, architetto spagnolo († 1926)
- 1847 - Richard Bowdler Sharpe, zoologo e biologo inglese († 1909)
- 1848 - Henri de Gaulle, funzionario e insegnante francese († 1932)
- 1849 - Fritz Mauthner, filosofo e scrittore austro-ungarico († 1923)
- 1849 - Christian Rohlfs, pittore tedesco († 1938)
- 1852 - Paul-Henri-Benjamin d'Estournelles de Constant, diplomatico e politico francese († 1924)
- 1853 - Clemens von Ketteler, diplomatico tedesco († 1900)
- 1853 - Benjamin Keys, arciere statunitense († 1911)
- 1853 - Edoardo Soderini, politico italiano († 1934)
- 1856 - Felix August Helfgott Genzmer, architetto tedesco († 1929)
- 1857 - George Gissing, scrittore inglese († 1903)
- 1857 - Ion Pool, maratoneta britannico († 1931)
- 1857 - Emil Szántó, epigrafista e storico austriaco († 1904)
- 1858 - Carl Walther, imprenditore e inventore tedesco († 1915)
- 1859 - Helene Böhlau, scrittrice tedesca († 1940)
- 1859 - Paul Desjardins, insegnante e giornalista francese († 1940)
- 1859 - Cecilia Grierson, medica argentina († 1934)
- 1859 - Yamauchi Fusajirō, imprenditore giapponese († 1940)
- 1860 - Nathan Stubblefield, inventore statunitense († 1928)
- 1861 - Cyrus Edwin Dallin, scultore e arciere statunitense († 1944)
- 1861 - Ranavalona III, regina malgascia († 1917)
- 1862 - Camille Enlart, archeologo e storico dell'arte francese († 1927)
- 1862 - Warwick Goble, illustratore britannico († 1943)
- 1862 - Vincenzo Reina, matematico e geodeta italiano († 1919)
- 1863 - Andrea Giacinto Longhin, arcivescovo cattolico italiano († 1936)
- 1864 - Stefano De Lisi, scultore italiano († 1886)
- 1864 - Wilhelm List, pittore e incisore austriaco († 1918)
- 1866 - Achille Vitti, attore teatrale e attore italiano († 1935)
- 1867 - Wilhelm Groener, generale e politico tedesco († 1939)
- 1868 - John Forssman, patologo e batteriologo svedese († 1947)
- 1868 - John Nance Garner, politico statunitense († 1967)
- 1869 - André Gide, scrittore francese († 1951)
- 1869 - Alfredo Lusignoli, funzionario e politico italiano († 1931)
- 1871 - Salvador Allende Castro, avvocato e politico cileno († 1932)
- 1871 - Bernard Berg, ginnasta e multiplista statunitense († 1949)
- 1872 - Arturo Vacca Maggiolini, generale e politico italiano († 1959)
- 1873 - Leo Amery, giornalista e politico britannico († 1955)
- 1873 - Alfred Bowerman, crickettista britannico († 1947)
- 1874 - Eugène Balme, tiratore a segno francese († 1914)
- 1874 - Silvio Benco, scrittore, giornalista e critico letterario italiano († 1949)
- 1874 - Elizabeth Patterson, attrice statunitense († 1966)
- 1875 - Tomás Berreta, politico uruguaiano († 1947)
- 1875 - Jenő Landler, rivoluzionario, politico e avvocato ungherese († 1928)
- 1875 - Roscoe Lockwood, canottiere statunitense († 1960)
- 1876 - Emil Beyer, ginnasta e multiplista statunitense († 1934)
- 1876 - Anatole de Monzie, politico e saggista francese († 1947)
- 1876 - Pierre Petit de Julleville, cardinale e arcivescovo cattolico francese († 1947)
- 1877 - Endre Ady, poeta ungherese († 1919)
- 1877 - Reginald Courtenay Boyle, ufficiale irlandese († 1946)
- 1877 - Muriel Foster, contralto inglese († 1937)
- 1877 - Joan Gamper, calciatore, dirigente sportivo e imprenditore svizzero († 1930)
- 1877 - Herbert Smith, calciatore inglese († 1951)
- 1878 - Umberto Vacca, politico italiano († 1936)
- 1879 - Courtenay Foote, attore inglese († 1925)
- 1879 - Ralph George Hawtrey, economista inglese († 1975)
- 1879 - Julio Salvador Sagreras, chitarrista, compositore e insegnante argentino († 1942)
- 1880 - Franz Wolfgang Demont, missionario e vescovo cattolico tedesco († 1964)
- 1880 - Charles Forbes, ammiraglio inglese († 1960)
- 1881 - Ismail Enver, generale e politico ottomano († 1922)
- 1881 - Heinrich von Ficker, meteorologo, geofisico e alpinista austriaco († 1957)
- 1881 - Fred Grinham, pistard statunitense († 1972)
- 1881 - Maurice Macaire, calciatore francese
- 1881 - Felice Mignone, politico e avvocato italiano († 1964)
- 1881 - John Montgomery, cavaliere e giocatore di polo statunitense († 1948)
- 1882 - Luigi Casale, chimico italiano († 1927)
- 1882 - Steve Clemente, attore statunitense († 1950)
- 1883 - Corrado di Baviera, generale tedesco († 1969)
- 1884 - Alexandru Rusu, vescovo cattolico rumeno († 1963)
- 1884 - Franco Scarioni, calciatore, arbitro di calcio e dirigente sportivo italiano († 1918)
- 1884 - Fred Spiller, pugile britannico († 1953)
- 1885 - Fulvio Milani, avvocato, politico e antifascista italiano († 1945)
- 1885 - Ludwig Trautmann, attore, regista e produttore cinematografico tedesco († 1957)
- 1886 - Aldo Spallicci, medico, poeta e politico italiano († 1973)
- 1887 - Wilfred Bartrop, calciatore inglese († 1918)
- 1887 - Pietro Bordino, pilota automobilistico italiano († 1928)
- 1887 - Domenico Farioli, politico italiano († 1953)
- 1887 - Kurt Feldt, generale tedesco († 1970)
- 1888 - Bruto Brivonesi, ammiraglio italiano († 1979)
- 1888 - Carlo Favagrossa, generale e politico italiano († 1970)
- 1888 - Antonín Fivebr, allenatore di calcio e calciatore cecoslovacco († 1973)
- 1889 - Henri Bléhaut, ammiraglio francese († 1962)
- 1889 - Arrigo Olivetti, dirigente d'azienda e politico italiano († 1977)
- 1889 - Erwin Stresemann, ornitologo e storico della scienza tedesco († 1972)
- 1889 - Gennaro Tedeschini Lalli, generale e aviatore italiano († 1948)
- 1890 - Jacob Levin, calciatore svedese († 1945)
- 1890 - Charles de Gaulle, generale e politico francese († 1970)
- 1891 - Florence Barker, attrice statunitense († 1913)
- 1891 - Edward Bernays, pubblicitario statunitense († 1995)
- 1891 - Ernesto Crespi, calciatore italiano
- 1891 - Victor Leopold Ehrenberg, storico tedesco († 1976)
- 1891 - Francesco Ruggiero, maratoneta italiano († 1966)
- 1891 - Paolo Salvi, ginnasta italiano († 1945)
- 1891 - François Sevez, militare francese († 1948)
- 1892 - Ermanno Aebi, arbitro di calcio e calciatore svizzero († 1976)
- 1892 - Charlie Bunyan, calciatore inglese († 1975)
- 1892 - Emma Tillman, supercentenaria statunitense († 2007)
- 1893 - Raymond Collishaw, aviatore canadese († 1976)
- 1893 - Joseph Curtel, ciclista su strada francese († 1960)
- 1893 - Harley Earl, designer statunitense († 1969)
- 1893 - Lazar' Moiseevič Kaganovič, politico e rivoluzionario sovietico († 1991)
- 1894 - Domenico Coggiola, politico italiano († 1971)
- 1894 - Friedrich Hossbach, generale tedesco († 1980)
- 1895 - Angelo Pozzi, arbitro di calcio e dirigente sportivo italiano († 1968)
- 1896 - Angelo Calabretta, vescovo cattolico italiano († 1975)
- 1896 - Paul Conrath, generale tedesco († 1979)
- 1896 - George Reader, calciatore e arbitro di calcio inglese († 1978)
- 1896 - Joel Townsley Rogers, scrittore statunitense († 1984)
- 1897 - Paul Oswald Ahnert, astronomo tedesco († 1989)
- 1897 - Leslie Reginald Cox, paleontologo e geologo britannico († 1965)
- 1897 - José Antonio Mora, avvocato e diplomatico uruguaiano († 1975)
- 1897 - Rudolf Roessler, agente segreto tedesco († 1958)
- 1897 - Arturo Rognoni, imprenditore e politico italiano († 1984)
- 1897 - Harry Wilson, attore britannico († 1978)
- 1898 - Adriano Bernardi, avvocato e politico italiano († 1973)
- 1898 - Sarah Gibson Blanding, docente statunitense († 1985)
- 1898 - José María Gil-Robles y Quiñones, politico spagnolo († 1980)
- 1898 - Gabriel González Videla, politico cileno († 1980)
- 1898 - Wiley Post, aviatore statunitense († 1935)
- 1898 - Giuseppe Ramazzotti, zoologo italiano († 1986)
- 1898 - Lionel Robbins, economista inglese († 1984)
- 1898 - Paul Sidney Martin, archeologo, antropologo e storico statunitense († 1974)
- 1899 - Erberto Carboni, architetto, designer e pubblicitario italiano († 1984)
- 1899 - Hoagy Carmichael, compositore, pianista e cantante statunitense († 1981)
- 1899 - Gualtiero De Angelis, attore e doppiatore italiano († 1980)
- 1899 - Wessel Freytag von Loringhoven, militare tedesco († 1944)
- 1900 - Lin Fengmian, pittore cinese († 1991)

## XX secolo(854)
- 1901 - Roy Crane, disegnatore statunitense († 1977)
- 1901 - Lee Patrick, attrice statunitense († 1982)
- 1901 - Joaquín Rodrigo, compositore e pianista spagnolo († 1999)
- 1901 - Max de Vaucorbeil, regista francese († 1982)
- 1902 - Joe Adonis, mafioso italiano († 1971)
- 1902 - Rudolf Edinger, sollevatore austriaco († 1997)
- 1902 - Emanuel Feuermann, violoncellista austriaco († 1942)
- 1902 - Philippe Leclerc de Hauteclocque, generale francese († 1947)
- 1902 - André Patry, astronomo francese († 1960)
- 1903 - Giacomo di Gesù, presbitero spagnolo († 1936)
- 1903 - Giovanni L'Eltore, politico e chirurgo italiano († 1984)
- 1904 - Theodore Besterman, parapsicologo, bibliografo e traduttore polacco († 1976)
- 1904 - Edmond Leveugle, calciatore francese († 1986)
- 1904 - Francesco Mercuri, mafioso italiano († 1968)
- 1904 - Louis Néel, fisico francese († 2000)
- 1904 - Fumio Niwa, scrittore giapponese († 2005)
- 1904 - Ottorino Rizzi, politico, partigiano e avvocato italiano († 1952)
- 1904 - Roland Winters, attore statunitense († 1989)
- 1905 - Hermann Flick, calciatore tedesco († 1944)
- 1905 - Karl Mocker, politico tedesco († 1996)
- 1906 - Caroline Fletcher, tuffatrice statunitense († 1998)
- 1906 - Dino Gambogi, calciatore italiano († 1951)
- 1906 - Jørgen Juve, calciatore norvegese († 1983)
- 1906 - Rita Lejeune, filologa belga († 2009)
- 1906 - Luigi Moretti, architetto italiano († 1973)
- 1906 - Benito Nardone Cetrulo, politico uruguaiano († 1964)
- 1906 - Lajos László Papp, calciatore ungherese († 1986)
- 1906 - Clement Spapen, lottatore belga
- 1907 - Hank Bruder, giocatore di football americano statunitense († 1970)
- 1907 - Dora Maar, fotografa, poetessa e pittrice francese († 1997)
- 1907 - Guido Masetti, allenatore di calcio e calciatore italiano († 1993)
- 1907 - Edoardo Toniolo, attore italiano († 1986)
- 1908 - Girolamo Bellavista, giurista e politico italiano († 1976)
- 1908 - Edith Meinhard, attrice tedesca († 1968)
- 1908 - Michail Isaakovič Šamkovič, regista sovietico
- 1909 - Jurij Naumovič Lipskij, astronomo sovietico († 1978)
- 1909 - Michail Leont'evič Mil', ingegnere aeronautico sovietico († 1970)
- 1909 - Norman Squire, giocatore di snooker australiano († 1974)
- 1909 - Nikolaj Trusevič, calciatore sovietico († 1943)
- 1910 - Mary Jackson, attrice statunitense († 2005)
- 1910 - Lucia Laura Sangenito, supercentenaria italiana
- 1911 - Alfonso Bortolotti, scultore, incisore e pittore italiano († 2005)
- 1911 - Emil Kijewski, ciclista su strada tedesco († 1989)
- 1911 - Giuseppe Olmo, ciclista su strada, pistard e imprenditore italiano († 1992)
- 1911 - Vincenzo Stimolo, militare, partigiano e agente segreto italiano († 1945)
- 1912 - Gustavo Huet, tiratore a segno messicano († 1951)
- 1913 - Benjamin Britten, compositore, direttore d'orchestra e pianista britannico († 1976)
- 1913 - Nikolaj Latyšev, arbitro di calcio e calciatore sovietico († 1999)
- 1913 - Gardnar Mulloy, tennista e allenatore di tennis statunitense († 2016)
- 1913 - Remo Sammartino, politico e avvocato italiano († 2006)
- 1914 - Herman Doerner, pallanuotista australiano († 1976)
- 1914 - Frank Graham, conduttore radiofonico e doppiatore statunitense († 1950)
- 1914 - France Kunstelj, drammaturgo sloveno († 1945)
- 1914 - Athos Paganelli, cestista italiano
- 1914 - Peter Townsend, militare, aviatore e scrittore britannico († 1995)
- 1915 - Jakov Kucenko, sollevatore sovietico († 1988)
- 1915 - Oswald Morris, direttore della fotografia britannico († 2014)
- 1915 - Kishore Sahu, regista, sceneggiatore e produttore cinematografico indiano († 1980)
- 1915 - Aldo Mazzini Sandulli, giurista e politico italiano († 1984)
- 1916 - Maria Denis, attrice italiana († 2004)
- 1916 - Antonio Simon Mossa, architetto, politico e giornalista italiano († 1971)
- 1916 - David Maria Turoldo, presbitero, teologo e filosofo italiano († 1992)
- 1917 - Bridget Bate Tichenor, pittrice messicana († 1990)
- 1917 - Fritz Hillebrand, pilota motociclistico tedesco († 1957)
- 1917 - Andrew Huxley, fisiologo e biofisico inglese († 2012)
- 1917 - Melvin Kranzberg, storico statunitense († 1995)
- 1917 - Hirokazu Ninomiya, allenatore di calcio e calciatore giapponese († 2000)
- 1917 - Franco Zucchi, velista italiano († 1996)
- 1918 - Elmer Gainer, cestista statunitense († 1970)
- 1918 - Claiborne Pell, politico, militare e diplomatico statunitense († 2009)
- 1918 - Blas Piñar, politico e scrittore spagnolo († 2014)
- 1918 - Carlos Manuel Rodríguez Santiago, beato portoricano († 1963)
- 1920 - Gerald Goddard, pallanuotista sudafricano († 1986)
- 1920 - Aage Hellstrøm, nuotatore danese († 1987)
- 1920 - Carlo Marselli, politico italiano († 1993)
- 1920 - Frank Mouncer, calciatore inglese († 1977)
- 1920 - Samuel Miklos Stern, orientalista ungherese († 1969)
- 1921 - Luisella Beghi, attrice italiana († 2006)
- 1921 - Rodney Dangerfield, comico, attore e doppiatore statunitense († 2004)
- 1921 - Giuseppe Delfino, schermidore italiano († 1999)
- 1921 - Davide Liani, compositore e musicista italiano († 2005)
- 1921 - Elvio Matè, allenatore di calcio, dirigente sportivo e calciatore italiano († 1995)
- 1921 - Rudolf Reutlinger, avvocato e politico svizzero († 2004)
- 1921 - Jacques Ruffié, ematologo, genetista e antropologo francese († 2004)
- 1922 - Elissa Aalto, architetto finlandese († 1994)
- 1922 - Roberto Aballay, calciatore argentino
- 1922 - Fikret Amirov, compositore azero († 1984)
- 1922 - Valentina Guidetti, partigiana italiana († 1945)
- 1922 - Eila Hiltunen, scultrice finlandese († 2003)
- 1922 - Marlene, cantante e attrice brasiliana († 2014)
- 1922 - Eugene Stoner, ingegnere e inventore statunitense († 1997)
- 1923 - Mario Bedogni, hockeista su ghiaccio, allenatore di hockey su ghiaccio e pattinatore di velocità su ghiaccio italiano († 2017)
- 1923 - Mel Bourne, scenografo statunitense († 2003)
- 1923 - Aldo Cremonini, politico e avvocato italiano († 2014)
- 1923 - Guy Doleman, attore neozelandese († 1996)
- 1923 - Arthur Hiller, regista canadese († 2016)
- 1923 - Hanna Maron, attrice tedesca († 2014)
- 1923 - Rosy Varte, attrice francese († 2012)
- 1924 - Antonio Caldoro, politico italiano († 2015)
- 1924 - Jozef Kalina, cestista cecoslovacco († 1986)
- 1924 - Geraldine Page, attrice statunitense († 1987)
- 1924 - Angelo Raffaele Sodano, filologo classico italiano († 1999)
- 1924 - Robert M. Young, regista, sceneggiatore e direttore della fotografia statunitense († 2024)
- 1925 - Miki Muster, fumettista e regista sloveno († 2018)
- 1925 - Arturo Pacini, politico italiano († 2011)
- 1925 - Roberto Risso, attore svizzero († 2010)
- 1925 - Gunther Schuller, cornista, compositore e saggista statunitense († 2015)
- 1926 - Gerhard Altenbourg, pittore tedesco († 1989)
- 1926 - Gene Berce, cestista statunitense († 2018)
- 1926 - Antonio Caruso, politico italiano († 2012)
- 1926 - Jole Fierro, attrice italiana († 1988)
- 1926 - Armando Serlupini, allenatore di calcio e calciatore italiano († 2009)
- 1927 - Jimmy Knepper, trombonista statunitense († 2003)
- 1927 - Alessandra Lavagnino, scrittrice e entomologa italiana († 2018)
- 1928 - Walter Boos, montatore, regista e sceneggiatore tedesco († 1996)
- 1928 - Willie Fernie, allenatore di calcio e calciatore scozzese († 2011)
- 1928 - Walter Haummer, calciatore austriaco († 2008)
- 1928 - Mel Hutchins, cestista statunitense († 2018)
- 1928 - Giacomo Mele, ex calciatore italiano
- 1928 - Raf, fumettista spagnolo († 1997)
- 1928 - Juno Jean Stover-Irwin, tuffatrice statunitense († 2011)
- 1928 - Luciano Zagari, critico letterario e saggista italiano († 2008)
- 1928 - María Esperanza de Bianchini, mistica venezuelana († 2004)
- 1929 - Isa Barzizza, attrice italiana († 2023)
- 1929 - Eugenio Benedetti, imprenditore e filantropo italiano
- 1929 - Ben Helfgott, sollevatore e attivista britannico († 2023)
- 1929 - Ursula Knab, velocista tedesca († 1989)
- 1929 - David Rosenhan, docente statunitense († 2012)
- 1930 - Vince Conti, attore statunitense († 2018)
- 1930 - Owen Garriott, astronauta e ingegnere statunitense († 2019)
- 1930 - Peter Hall, attore e regista inglese († 2017)
- 1930 - Vic Nurenberg, allenatore di calcio e calciatore lussemburghese († 2010)
- 1931 - Bruno Burrini, sciatore alpino italiano († 2017)
- 1931 - Alena Chadimová, ex ginnasta ceca
- 1931 - Antons Justs, vescovo cattolico lettone († 2019)
- 1931 - Giuseppe Perasso, dirigente d'azienda italiano
- 1931 - Marcello Prando, attore, doppiatore e direttore del doppiaggio italiano († 2005)
- 1931 - Peter Sutton, cestista australiano († 1985)
- 1931 - Anton Tus, generale croato († 2023)
- 1931 - Demetrio Volcic, giornalista e politico italiano († 2021)
- 1931 - Sergio Zardini, bobbista italiano († 1966)
- 1932 - Carlo De Simone, linguista italiano († 2023)
- 1932 - Günter Sawitzki, calciatore tedesco († 2020)
- 1932 - Robert Vaughn, attore statunitense († 2016)
- 1933 - Bucky Buckwalter, ex cestista, allenatore di pallacanestro e dirigente sportivo statunitense
- 1933 - Remo Ceserani, critico letterario italiano († 2016)
- 1933 - Franco Fante, politico italiano
- 1933 - Giancarlo Galli, giornalista, scrittore e economista italiano († 2018)
- 1933 - Merv Lincoln, mezzofondista australiano († 2016)
- 1933 - Irene MacDonald, tuffatrice canadese († 2002)
- 1933 - Eiichi Yamamoto, regista cinematografico e sceneggiatore giapponese († 2021)
- 1934 - Manuel Corral, avvocato e religioso spagnolo († 2011)
- 1934 - Osamu Kobayashi, doppiatore giapponese († 2011)
- 1934 - Jackie Pretorius, pilota automobilistico sudafricano († 2009)
- 1934 - Basilio Reale, poeta italiano († 2011)
- 1934 - Östen Warnerbring, cantante svedese († 2006)
- 1935 - Ljudmila Belousova, pattinatrice artistica su ghiaccio sovietica († 2017)
- 1935 - Michael Callan, attore statunitense († 2022)
- 1935 - Esperanza Roy, attrice e soubrette spagnola
- 1935 - Giulio Santarelli, politico italiano
- 1935 - Ron Volmer, ex pallanuotista e nuotatore statunitense
- 1935 - Bobby Wilson, tennista britannico († 2020)
- 1936 - Jean-Marie Le Chevallier, politico francese († 2020)
- 1936 - Guram Minashvili, cestista sovietico († 2015)
- 1936 - Mongolian Stomper, wrestler canadese († 2016)
- 1936 - Giuseppe Nuara, politico italiano († 2025)
- 1936 - Alexander Scott, calciatore scozzese († 2001)
- 1937 - Leon Hirszman, regista, sceneggiatore e produttore cinematografico brasiliano († 1987)
- 1937 - Brian Hughes, calciatore e allenatore di calcio gallese († 2018)
- 1937 - Nikolaj Girševič Kapustin, pianista e compositore sovietico († 2020)
- 1937 - Hans-Dieter Pophal, tuffatore tedesco
- 1937 - Marino Quaresimin, politico e sindacalista italiano († 2020)
- 1937 - Giuseppe Verucchi, arcivescovo cattolico italiano († 2025)
- 1938 - Rodolfo Bonacchi, calciatore italiano († 2007)
- 1938 - Ron Foster, calciatore inglese († 2017)
- 1938 - Heinz Gerd Ingenkamp, filologo classico tedesco
- 1938 - Henry Lee, criminologo e investigatore statunitense
- 1938 - Antonio Mormone, politico italiano († 2004)
- 1938 - John Eleuthère du Pont, filantropo e criminale statunitense († 2010)
- 1939 - Giuseppe Brognoli, ex calciatore italiano
- 1939 - Ilse Buding, tennista tedesca († 2023)
- 1939 - Maurizio Fagiolo dell'Arco, critico d'arte e collezionista d'arte italiano († 2002)
- 1939 - Allen Garfield, attore statunitense († 2020)
- 1939 - Carlo Longarini, hockeista su ghiaccio canadese († 2010)
- 1940 - Roberto Busti, vescovo cattolico italiano
- 1940 - Frank Duval, cantante e compositore tedesco
- 1940 - Alberto Fouillioux, calciatore cileno († 2018)
- 1940 - Terry Gilliam, regista, sceneggiatore e comico statunitense
- 1940 - Denis Guedj, romanziere e matematico francese († 2010)
- 1940 - Paola Neri, cantante italiana († 2022)
- 1940 - Iōannīs Patakīs, politico greco († 2009)
- 1940 - Roy Thomas, fumettista statunitense
- 1940 - Andrzej Żuławski, regista e sceneggiatore polacco († 2016)
- 1941 - Sante Ciacci, ex ciclista su strada sammarinese
- 1941 - Tom Conti, attore, regista teatrale e romanziere britannico
- 1941 - Nicholas Dante, librettista e ballerino statunitense († 1991)
- 1941 - Jerry Greenspan, cestista statunitense († 2019)
- 1941 - Natalino Libralesso, doppiatore italiano († 2021)
- 1941 - Bruno Matassini, ex calciatore italiano
- 1941 - John Schwarz, fisico statunitense
- 1941 - Javier Vargas, ex calciatore messicano
- 1941 - Jesse Colin Young, cantautore e chitarrista statunitense († 2025)
- 1942 - Guion Bluford, ingegnere e ex astronauta statunitense
- 1942 - Ruslan Imranovič Chasbulatov, economista e politico russo († 2023)
- 1942 - Harry Edwards, sociologo e attivista statunitense
- 1942 - Gustavo Peña, calciatore e allenatore di calcio messicano († 2021)
- 1942 - Fabrizio Saccomanni, banchiere, economista e politico italiano († 2019)
- 1942 - Johny Schleck, ex ciclista su strada lussemburghese
- 1942 - Jeffrey Ullman, informatico e docente statunitense
- 1943 - Jean-Louis Bruguès, arcivescovo cattolico francese
- 1943 - Yvan Cournoyer, ex hockeista su ghiaccio canadese
- 1943 - Demetrio Errigo, ex politico italiano
- 1943 - Safi Faye, regista, attrice e etnologa senegalese († 2023)
- 1943 - Giacinto Ferro, attore italiano († 2016)
- 1943 - Michele Graduata, politico italiano
- 1943 - Gary M. Heidnik, serial killer statunitense († 1999)
- 1943 - Billie Jean King, ex tennista statunitense
- 1943 - Vittorio Claudio Surdo, diplomatico italiano
- 1944 - Paul Brooke, attore britannico
- 1944 - Carlos Ferrater, architetto spagnolo
- 1944 - Daniela Gatti, attrice e doppiatrice italiana
- 1944 - Takeshi Ōno, ex calciatore giapponese
- 1944 - Lucio Russo, fisico, matematico e storico della scienza italiano († 2025)
- 1944 - Heinz Simmet, calciatore tedesco († 2024)
- 1945 - Roger Bambuck, ex velocista e politico francese
- 1945 - Miguel Bazzano, ex calciatore uruguaiano
- 1945 - Liu Yandong, politica cinese
- 1945 - Paulo Sérgio Machado, vescovo cattolico brasiliano († 2024)
- 1945 - Luciana Massenzi, nuotatrice italiana († 1966)
- 1945 - Janusz Pekowski, allenatore di calcio e ex calciatore polacco
- 1945 - Kari Tapio, cantante finlandese († 2010)
- 1945 - La Tigresa del Oriente, cantante peruviana
- 1945 - Milt Williams, ex cestista statunitense
- 1946 - Mitsuko Baishō, attrice giapponese
- 1946 - Aston Barrett, musicista, bassista e produttore discografico giamaicano († 2024)
- 1946 - Domenico Bova, politico italiano († 2019)
- 1946 - Franco Ferrari, grecista e traduttore italiano († 2023)
- 1946 - Jaroslav Jevdokimov, cantante russo
- 1946 - Oleg Kagan, violinista sovietico († 1990)
- 1946 - Paul A. Partain, attore statunitense († 2005)
- 1946 - Gabriele von Arnim, giornalista, scrittrice e conduttrice televisiva tedesca
- 1947 - Claudio Castiglioni, imprenditore italiano († 2011)
- 1947 - Alfredo Cristiani, politico salvadoregno
- 1947 - Peter H. Davids, biblista e presbitero statunitense
- 1947 - Apostolos Kontos, ex cestista e allenatore di pallacanestro greco
- 1947 - Piero Natoli, attore, regista e sceneggiatore italiano († 2001)
- 1947 - Rod Price, chitarrista britannico († 2005)
- 1947 - Nevio Scala, ex calciatore, allenatore di calcio e dirigente sportivo italiano
- 1947 - Max Romeo, cantante giamaicano († 2025)
- 1948 - Radomir Antić, allenatore di calcio e calciatore serbo († 2020)
- 1948 - Roberta Fiorentini, attrice italiana († 2019)
- 1948 - Saroj Khan, coreografa indiana († 2020)
- 1948 - Margaret Markov, attrice statunitense
- 1948 - Claude Ponti, scrittore e illustratore francese
- 1948 - Assane Thiam, ex cestista senegalese
- 1949 - Godfrey Bloom, ex politico britannico
- 1949 - Walter Franzot, allenatore di calcio e ex calciatore italiano
- 1949 - Reiner Geye, calciatore tedesco occidentale († 2002)
- 1949 - John Grant, scrittore e curatore editoriale britannico († 2020)
- 1949 - Laurence Mark, produttore cinematografico statunitense
- 1949 - Cecilia Molinari, ex velocista italiana
- 1949 - Klaus Neubert, ex canottiere tedesco
- 1949 - Joseph Nguyễn Chí Linh, arcivescovo cattolico vietnamita
- 1949 - Andres Põder, arcivescovo luterano estone
- 1949 - Mauro Zani, politico italiano
- 1950 - Anna Maria Anders, politica, attivista e diplomatica polacca
- 1950 - Volkan Bozkır, politico e diplomatico turco
- 1950 - Giovanni Mario Castrilli, politico australiano
- 1950 - Jim Jefferies, allenatore di calcio e ex calciatore scozzese
- 1950 - Etepe Kakoko, ex calciatore della Repubblica Democratica del Congo
- 1950 - Massimo Melodia, cantautore, compositore e musicista italiano († 2012)
- 1950 - Paloma San Basilio, cantante spagnola
- 1950 - Grenville Tuck, ex mezzofondista e ex maratoneta britannico
- 1950 - Steven Van Zandt, musicista, cantante e attore statunitense
- 1950 - Tina Weymouth, bassista, compositrice e produttrice discografica statunitense
- 1951 - Humberto Gatica, produttore discografico e tecnico del suono cileno
- 1951 - Bernd Herrmann, ex velocista tedesco
- 1951 - Chiara Longo, cestista italiana († 1995)
- 1951 - Kent Nagano, direttore d'orchestra statunitense
- 1951 - Lidia Semenova, scacchista ucraina († 2025)
- 1951 - Raffaello Vernacchia, allenatore di calcio e ex calciatore italiano
- 1951 - Gianfranco Vissani, cuoco, gastronomo e personaggio televisivo italiano
- 1952 - Jorge Fossati, allenatore di calcio e ex calciatore uruguaiano
- 1952 - Vincenzo Li Causi, militare e agente segreto italiano († 1993)
- 1952 - Graziano Origa, artista, giornalista e illustratore italiano († 2023)
- 1952 - Anna Luisa Pignatelli, scrittrice italiana
- 1952 - Lydie Polfer, politica lussemburghese
- 1952 - Linda Thomas-Greenfield, politica, funzionaria e diplomatica statunitense
- 1952 - Lynne Watson, ex nuotatrice australiana
- 1953 - Chase Carey, dirigente d'azienda irlandese
- 1953 - Graham Day, calciatore inglese († 2021)
- 1953 - Claudio Graziano, generale italiano († 2024)
- 1953 - George Latimer, politico statunitense
- 1953 - Matija Ljubek, canoista jugoslavo († 2000)
- 1953 - Bella Račinskaja, ballerina e coreografa russa
- 1954 - Andrea Colombo, giornalista e scrittore italiano
- 1954 - Dermot Pius Farrell, arcivescovo cattolico irlandese
- 1954 - Paolo Gentiloni, politico e giornalista italiano
- 1954 - Riccardo Rovatti, doppiatore italiano
- 1955 - Giovanni Alterio, politico italiano († 1999)
- 1955 - Milan Bandić, politico croato († 2021)
- 1955 - Joe Coleman, artista, pittore e illustratore statunitense
- 1955 - Paolo D'Achille, linguista italiano
- 1955 - James Edwards, ex cestista statunitense
- 1955 - Mansour Muftah, ex calciatore qatariota
- 1955 - Carlo Mucari, attore italiano
- 1956 - Alfio Antico, cantautore, musicista e attore teatrale italiano
- 1956 - Josef Blotz, generale tedesco
- 1956 - Fernando Gomes, calciatore portoghese († 2022)
- 1956 - Lawrence Gowan, cantante, tastierista e chitarrista canadese
- 1956 - Richard Kind, attore statunitense
- 1956 - Borislav Pelević, politico serbo († 2018)
- 1956 - Jorge Ruiz Cabestany, ex ciclista su strada spagnolo
- 1957 - Cecilio Raúl Berzosa Martínez, vescovo cattolico spagnolo
- 1957 - Terry Dion, ex giocatore di football americano statunitense
- 1957 - Mackenzie Gray, attore canadese
- 1957 - Aurelio Grimaldi, regista, sceneggiatore e scrittore italiano
- 1957 - Nikolaj Kirov, ex mezzofondista sovietico
- 1957 - Franco Lovignana, vescovo cattolico italiano
- 1957 - Alwyn Morris, ex canoista canadese
- 1957 - Don Newman, cestista e allenatore di pallacanestro statunitense († 2018)
- 1957 - Alan Stern, astronomo statunitense
- 1957 - Dariusz Zelig, ex cestista polacco
- 1958 - Giulio Castagnoli, compositore italiano
- 1958 - Jamie Lee Curtis, attrice statunitense
- 1958 - Ibrahim Iskandar di Johor, sovrano malese
- 1958 - Gennadij Kapustin, cestista sovietico († 2011)
- 1958 - Matthias Liebers, ex calciatore tedesco
- 1958 - Mark Malone, ex giocatore di football americano statunitense
- 1958 - Irina Otieva, cantante russa
- 1958 - Bruce Payne, attore inglese
- 1958 - Ihor Surkis, imprenditore e dirigente sportivo ucraino
- 1959 - Jean-Marie Besset, drammaturgo francese
- 1959 - Roger Føleide, ex calciatore norvegese
- 1959 - Anders Giske, dirigente sportivo e ex calciatore norvegese
- 1959 - Ana Jiménez Sánchez, ex cestista spagnola
- 1959 - Frank McAvennie, ex calciatore britannico
- 1959 - Nino Molino, allenatore di pallacanestro italiano
- 1959 - Ulisses Morais, allenatore di calcio e ex calciatore portoghese
- 1959 - Alberto Olivero, doppiatore e attore teatrale italiano
- 1959 - Marek Ostrowski, calciatore polacco († 2017)
- 1959 - Fabio Parra, ex ciclista su strada colombiano
- 1959 - Pier Paolo Peroni, disc jockey, produttore discografico e dirigente d'azienda italiano
- 1959 - Oleg Vasil'ev, ex pattinatore artistico su ghiaccio sovietico
- 1960 - Leos Carax, regista, sceneggiatore e attore francese
- 1960 - Albert Cartier, allenatore di calcio e ex calciatore francese
- 1960 - Andrea Coen, clavicembalista, organista e musicologo italiano
- 1960 - Fernando Duró, allenatore di pallacanestro argentino
- 1960 - Stéphane Freiss, attore francese
- 1960 - Leuterīs Kouīs, ex calciatore cipriota
- 1960 - Simos Krassas, ex calciatore cipriota
- 1960 - Kevin MacDonald, allenatore di calcio e ex calciatore scozzese
- 1960 - Victoria Paris, attrice pornografica statunitense († 2021)
- 1961 - Alemão, ex calciatore e allenatore di calcio brasiliano
- 1961 - Daniele Apolloni, politico italiano
- 1961 - Adolfo Barán, ex calciatore uruguaiano
- 1961 - Raffaele Brunetti, regista e produttore cinematografico italiano
- 1961 - Ricardo Gutiérrez, ex giocatore di calcio a 5 costaricano
- 1961 - Mariel Hemingway, attrice statunitense
- 1961 - Lea Henry, ex cestista, allenatrice di pallacanestro e dirigente sportiva statunitense
- 1961 - Stephen Hough, pianista e compositore inglese
- 1961 - Guillaume Laurant, sceneggiatore e scrittore francese
- 1961 - Pedro Marín, cantante e attore spagnolo
- 1961 - Gary Valentine, attore e scrittore statunitense
- 1961 - Wang Ming-wan, goista taiwanese
- 1962 - Gigi Borruso, attore, regista e drammaturgo italiano
- 1962 - Stefano Bosetti, ex calciatore italiano
- 1962 - Ghislain Briand, ex pattinatore canadese
- 1962 - Cleo Fields, politico statunitense
- 1962 - Mats Hedberg, compositore, chitarrista e arrangiatore svedese
- 1962 - Paul Herijgers, ex ciclocrossista e mountain biker belga
- 1962 - Sumi Jo, soprano sudcoreano
- 1962 - Jim Matheos, chitarrista statunitense
- 1962 - Raphael Meade, ex calciatore inglese
- 1962 - Miguel Olaortúa Laspra, vescovo cattolico e missionario spagnolo († 2019)
- 1962 - Bogusława Olechnowicz, ex judoka polacca
- 1962 - Viktor Olegovič Pelevin, scrittore russo
- 1962 - Fabio Poli, dirigente sportivo, allenatore di calcio e ex calciatore italiano
- 1963 - Antonella Alessandro, doppiatrice e attrice italiana
- 1963 - Giorgio Maria Bergesio, politico italiano
- 1963 - Erika Buenfil, attrice messicana
- 1963 - Dionísio Castro, ex maratoneta e mezzofondista portoghese
- 1963 - Domingos Castro, ex maratoneta e mezzofondista portoghese
- 1963 - Bruno Cathala, autore di giochi francese
- 1963 - Andrew Clyde, politico e ex militare statunitense
- 1963 - Ingvar Eggert Sigurðsson, attore islandese
- 1963 - Winsor Harmon, attore e cantante statunitense
- 1963 - Sidney S. Liufau, attore e stuntman statunitense
- 1963 - Đuro Macut, politico serbo
- 1963 - Diego Maggi, ex cestista argentino
- 1963 - Tony Mowbray, allenatore di calcio e ex calciatore inglese
- 1963 - Kennedy Polamalu, allenatore di football americano samoano americano
- 1963 - Brian Robbins, regista, attore e produttore televisivo statunitense
- 1963 - Michele Tombolini, artista italiano
- 1963 - Zé Teodoro, allenatore di calcio e ex calciatore brasiliano
- 1964 - Gene Atkins, giocatore di football americano statunitense
- 1964 - Benoit Benjamin, ex cestista statunitense
- 1964 - Eric Brown, attore statunitense
- 1964 - Olivier Chastel, politico belga
- 1964 - César Humberto Chávez, ex calciatore peruviano
- 1964 - Stephen Geoffreys, attore statunitense
- 1964 - Masahiro Shimizu, pilota motociclistico giapponese
- 1964 - Robbie Slater, ex calciatore inglese
- 1964 - Olivier Truc, giornalista e scrittore francese
- 1964 - Vitalija Tuomaitė, cestista sovietica († 2007)
- 1965 - Daniel Ahmed, allenatore di calcio e ex calciatore argentino
- 1965 - Eric Allen, ex giocatore di football americano statunitense
- 1965 - Kristara Barrington, ex attrice pornografica statunitense
- 1965 - Beppe Braida, comico, cabarettista e conduttore televisivo italiano
- 1965 - Chiquinho Conde, allenatore di calcio e ex calciatore mozambicano
- 1965 - Andrėj Chlebasolaŭ, allenatore di calcio e ex calciatore bielorusso
- 1965 - Bruce Dinsmore, attore e doppiatore canadese
- 1965 - Sam Fell, regista e sceneggiatore britannico
- 1965 - Vincent Guérin, allenatore di calcio e ex calciatore francese
- 1965 - Kristoffer Helgerud, ex arbitro di calcio norvegese
- 1965 - Futaba Kioka, ex calciatrice giapponese
- 1965 - Jasmine Laurenti, doppiatrice italiana
- 1965 - Mads Mikkelsen, attore danese
- 1965 - Kristin Minter, attrice statunitense
- 1965 - Wendy Moten, cantante statunitense
- 1965 - Ronny Munroe, cantante statunitense
- 1965 - Peter Safran, produttore cinematografico e dirigente d'azienda britannico
- 1966 - Anne Brochet, attrice, regista teatrale e scrittrice francese
- 1966 - Véronique Claudel, ex biatleta francese
- 1966 - Charlie Colin, musicista e bassista statunitense († 2024)
- 1966 - Salvatore Criscione, ex ciclista su strada italiano
- 1966 - Ed Ferrara, sceneggiatore e ex wrestler statunitense
- 1966 - Dzintars Jaunzems, ex cestista lettone
- 1966 - Orlando Jorge Mera, politico dominicano († 2022)
- 1966 - Emmanuel Karagiannis, ex calciatore belga
- 1966 - Nadežda Marilova, ex cestista russa
- 1966 - Luca Raimondi, vescovo cattolico italiano
- 1966 - Maricarmen Regueiro, attrice venezuelana
- 1966 - Nicholas Rowe, attore britannico
- 1966 - Dmitrij Rybolovlev, imprenditore e dirigente sportivo russo
- 1966 - Richard Stanley, regista e sceneggiatore sudafricano
- 1966 - Satoshi Tomiie, disc jockey e produttore discografico giapponese
- 1966 - Michael Kenneth Williams, attore statunitense († 2021)
- 1967 - Boris Becker, ex tennista e allenatore di tennis tedesco
- 1967 - José Guadalupe Cruz, allenatore di calcio e ex calciatore messicano
- 1967 - Clark Donatelli, allenatore di hockey su ghiaccio